# Mario Pérez Guadarrama
Mario Pérez Guadarrama (Città del Messico, 30 luglio 1946) è un ex calciatore messicano, di ruolo difensore.

## Palmarès

### Club

#### Competizioni nazionali
- Coppa del Messico: 1

Necaxa: 1965-1966